# 凌婉婷
凌婉婷（英語：Ling Wan Ting, Kelly，1980年11月24日—），退役香港女子羽毛球運動員，曾代表香港參加2000年及2004年的奧運會羽毛球比賽；現任教練，曾擔任電影《全力扣殺》的羽毛球技術指導。

## 簡歷
凌婉婷11歲開始練習羽毛球，並曾與谢杏芳同期入選廣州隊。至16歲時，她被香港羽毛球代表隊的主教練陳智才看中，邀請代表香港參賽。
其後，凌婉婷成為隊中的女單主力，並曾代表香港贏得2002年釜山亞運女子團體銅牌及2002年優霸盃季軍。現教香港荃灣區重點青年軍。

## 主要比賽成績
只列出曾進入準決賽的國際賽事成績：
| 年份   | 賽事               | 公開賽級別 | 項目     | 成績   |
| ------ | ------------------ | ---------- | -------- | ------ |
| 2001年 | 亞洲羽毛球錦標賽   | 其他       | 女子單打 | 季軍   |
| 2003年 | 亞洲羽毛球錦標賽   | 其他       | 女子單打 | 季軍   |
| 2004年 | 中華台北羽球公開賽 | 2星级      | 女子單打 | 準決賽 |

| 1988-2006年 | 总决赛 | 6星级 | 5星级 | 4星级 | 3星级 | 2星级 | 1星级 | 其他 |

| 2007-2017年 | 首要超級賽 | 超級賽 | 黃金大獎賽 | 大獎賽 | 國際挑戰賽 | 國際系列賽 | 未來系列賽 | 其他 |

### 奧運會和世錦賽參賽紀錄
|          | 2000 | 2001 | 2003 | 2004 |
| -------- | ---- | ---- | ---- | ---- |
| 女子單打 | 32強 | 16強 | 64強 | 32強 |

## 榮譽
- 香港傑出運動員選舉

「香港最具潛質運動員」（2003年）

## 個人生活
2013年1月11日，凌婉婷與香港田徑運動員杜韋諾結婚。二人相識於1999年的西安舉行的城市運動會。